# Теуделинда (королева бургундов)
Теуделинда (Теоделинда; лат. Theudelinda или Theodilinda; казнена в 501) — королева бургундов (до 501 года) по браку с Годегизелем.

## Биография
О происхождении и ранних годах жизни Теуделинды сведений не сохранилось. Она упоминается в исторических источниках уже в то время, когда была супругой Годегизеля, одного из правителей королевства бургундов конца V века.
В агиографических сочинениях о Теуделинде сообщается как об исповеднице ортодоксии, в то время как большинство членов бургундского королевского рода (в том числе, вероятно, и её муж) были арианами. В этих трудах она описывалась как благочестивая христианка, особо почитавшая воинов-мучеников Фиваидского легиона. При поддержке епископа Домициана Теуделинда совместно со своей родственницей Седелевбой построила в Женеве и её окрестностях несколько церквей, освящённых в честь этих святых. Среди таких храмов называют базилики святых Урса и Виктора Золотурнских. В «Мученичестве святых Виктора и Урса» и «Мартирологе Адона» сообщается, что при активном участии епископа Домициана и Теуделинды реликвии святого Виктора были торжественно перенесены из Золотурна в построенную Седелевбой в Женеве базилику. Возможно, какую-то помощь в строительстве этого храма оказал и король Годегизель. Также известно, что вместе с мужем Теуделинда основала монастырь Святого Петра в Лионе, братия которого состояла из христиан-ортодоксов. Предполагается, что арианин Годегизель оказывал покровительство ортодоксам как с целью сплотить своих подданных в преддверии возможного военного столкновения со своим братом Гундобадом, так и с целью укрепить союз с исповедовавшим ортодоксальное христианство королём франков Хлодвигом I.
В 500 году между Годегизелем и Гундобадом началась междоусобная война. Сначала успех был на стороне мужа Теуделинды, сумевшего с помощью Хлодвига I разбить войско Гундобада в сражении вблизи Дижона. Однако Годегизель не смог пленить своего брата, когда осаждал того в Авиньоне, а в следующем году и сам был осаждён во Вьене. Эта осада завершилась взятием города воинами Гундобада. По приказу своего брата укрывшийся в церкви Годегизель «был убит вместе с епископом ариан». Описавший эти события в «Истории франков» Григорий Турский даже не упомянул о судьбе членов семьи убитого короля бургундов. Однако из других источников известно, что Гундобад повелел также казнить жену и детей Годегизеля: королева Теуделинда была утоплена в Роне, а двое сыновей (старшего из них, возможно, звали Хильперик) обезглавлены и сброшены в колодец. Из-за своего малолетства были пощажены только две внучки Теуделинды и Годегизеля (вероятно, дочери принца Хильперика): Гунтека и Седелевбевда.

## Комментарии
1. ↑  В «Мартирологе Адона» Теуделинда ошибочно названа Теодесиндой[1].